# Абердин (Вашингтон)
Аберди́н (англ. Aberdeen) — місто у штаті Вашингтон, Сполучені Штати Америки; центр округу Ґрейс-Гарбор. У 2008 році місто налічувало близько 16 тисяч осіб.
Абердин засновано Семюелем Бенном у 1884 році, але офіційний статус місто отримало тільки 12 травня 1890 року. Абердин іноді називають «воротами до Олімпіку», також воно відоме як батьківщина популярного рок-музиканта Курта Кобейна.

## Клімат
Місто знаходиться у зоні, котра характеризується середземноморським кліматом. Найтепліший місяць — серпень із середньою температурою 16.3 °C (61.3 °F). Найхолодніший місяць — січень, із середньою температурою 3.4 °С (38.1 °F).
| Клімат Абердина         | Клімат Абердина | Клімат Абердина | Клімат Абердина | Клімат Абердина | Клімат Абердина | Клімат Абердина | Клімат Абердина | Клімат Абердина | Клімат Абердина | Клімат Абердина | Клімат Абердина | Клімат Абердина | Клімат Абердина |
| Показник                | Січ.            | Лют.            | Бер.            | Квіт.           | Трав.           | Черв.           | Лип.            | Серп.           | Вер.            | Жовт.           | Лист.           | Груд.           | Рік             |
| Абсолютний максимум, °C | 15              | 23,3            | 23,3            | 29,4            | 36,7            | 35              | 37,8            | 37,8            | 33,9            | 26,1            | 21,7            | 15,6            | 37,8            |
| Середній максимум, °C   | 6,2             | 8,4             | 10,6            | 13,3            | 16,9            | 19,7            | 22,5            | 22,5            | 20,1            | 14,6            | 9,2             | 6,2             | 14,2            |
| Середня температура, °C | 3,4             | 4,7             | 6               | 8,1             | 11,1            | 13,9            | 16,1            | 16,3            | 14,1            | 9,8             | 5,8             | 3,5             | 9,4             |
| Середній мінімум, °C    | 0,6             | 0,9             | 1,4             | 2,8             | 5,3             | 8,1             | 9,7             | 10              | 8,1             | 5               | 2,5             | 0,8             | 4,6             |
| Абсолютний мінімум, °C  | −13,3           | −13,9           | −8,3            | −3,3            | −1,7            | 0               | 1,7             | 2,2             | −1,1            | −5              | −12,2           | −16,1           | −16,1           |
| Норма опадів, мм        | 494             | 398             | 362             | 235             | 141             | 100             | 59              | 70              | 143             | 313             | 461             | 550             | 3327            |
| Днів з опадами          | 21              | 18              | 20              | 18              | 14              | 12              | 7               | 8               | 10              | 16              | 20              | 22              | 186             |
| Днів з дощем            | 17              | 14              | 14              | 11              | 8               | 7               | 3               | 4               | 6               | 12              | 17              | 18              | 135             |
| Вологість повітря, %    | 91              | 89              | 80              | 81              | 78              | 81              | 81              | 86              | 85              | 86              | 91              | 91              | 85              |
| ----------------------- | --------------- | --------------- | --------------- | --------------- | --------------- | --------------- | --------------- | --------------- | --------------- | --------------- | --------------- | --------------- | --------------- |
| Джерело: Weatherbase    |                 |                 |                 |                 |                 |                 |                 |                 |                 |                 |                 |                 |                 |

## Відомі уродженці міста

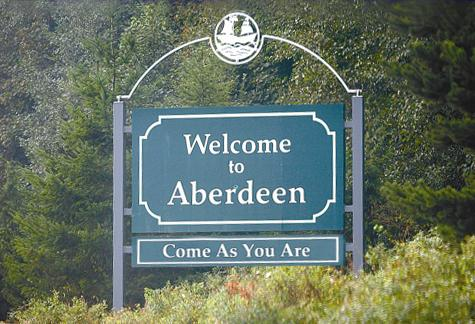
Табличка при в'їзді в місто. Напис «Come as you are» відсилає до однойменної пісні гурту Nirvana.

- Вейн Гікс (* 1937) — канадський хокеїст.
- Ада Мей Джонсон (* 1977) — американська порноакторка.
- Курт Кобейн (1967—1994) — музикант.
- Пітер Нортон (* 1943) — підприємець і програміст.